# Inferno (système d'exploitation)
Pour les articles homonymes, voir Inferno.
Inferno est un système d'exploitation distribué pour le réseau créé initialement vers 1995 par Rob Pike, Phil Winterbottom et Sean Dorward chez Bell Labs, aujourd'hui maintenu par la société britannique Vita Nuova. Inferno est un système d'exploitation supportant le développement et la création de programmes distribués (réseau).
Une des particularités d'Inferno est qu'il peut tourner nativement sur une machine ou être utilisé comme un système d'exploitation virtuel dépendant d'un autre système.
En outre, Inferno offre la possibilité de fonctionner sur des ordinateurs embarqués disposant d'une configuration minimale telle que 1 Mo d'espace disque, 1 Mo de mémoire vive, et l'absence de MMU.

Le nom Inferno vient du premier livre de la Divine Comédie, ainsi que ceux de plusieurs composants comme Dis, Styx et Limbo (le langage de programmation d'Inferno). C'est un successeur du projet Brazil (écrit en Alef), lui-même successeur de Plan9.
Inferno est libre depuis la troisième édition.

## Spécifications

### Portabilité
Inferno est écrit de façon à être portable.
- Inferno fonctionne en natif sur les plateformes :
  - CerfCube 255 (XScale)
  - CerfCube 405EP (PowerPC)
  - Compaq iPAQ
- Inferno fonctionne sur les architectures :
  - Intel x86 (386 et supérieur)
  - Intel XScale
  - IBM PowerPC
  - ARM StrongARM (ARM et Thumb)
  - Sun SPARC
- Inferno peut être utilisé en tant que système d'exploitation virtuel avec :
  - FreeBSD
  - IRIX
  - Linux
  - Mac OS X
  - Windows NT, 2000 et XP
  - Plan 9 from Bell Labs
  - Solaris

### Sécurité
Le noyau intègre les algorithmes de chiffrement suivants :
- 40, 128, 256 bits : RC4
- 56 bits : DES
- IDEA

Ainsi que les algorithmes de hachages suivants :
- MD4
- MD5
- SHA

### Périphériques
Inferno permet une utilisation rapide des périphériques suivants :
- Audios
- Ethernet
- Graphiques
- Écrans Tactiles
- USB
- 802.11b

### Systèmes distribués avec Styx
Styx était à l'origine une variante du protocole 9P de Plan 9.
Dans la quatrième édition, il s'agit de 9P2000, également utilisé dans Plan 9.

### Limbo
Limbo est un langage qui a été initialement conçu pour Inferno. Le compilateur Limbo génère des objets qui sont interprétés par la machine virtuelle Dis.
Ces objets sont exécutables sur n'importe quelle plateforme disposant de Dis.
À l'exception de la machine virtuelle, Inferno est intégralement écrit en Limbo.

### Développement
Inferno intègre l'environnement de développement Acme.